# Hreiðar Guðmundsson
Hreiðar Levy Guðmundsson (Reykjavík, Island, 29. studenog 1980.) je bivši islandski rukometni vratar i nacionalni reprezentativac.

## Karijera
Guðmundsson je rukometnu karijeru započeo u Knattspyrnufélag Akureyraru (poznatijem kao KA) da bi je nastavio u švedskom IK Sävehofu. Nakon toga, vratar 2009. potpisuje za njemačkog drugoligaša TV Emsdetten da bi poslije dvije sezone prešao u norveški Nøtterøy. U ljeto 2014. vraća se u KA dok 2016. potpisuje za Halden.
Kao reprezentativac Islanda, Hreiðar je osvojio olimpijsko srebro u Pekingu 2008. a tu je i europska bronca osvojena u Austriji 2010.